# Cirahab
Cirahab is een bestuurslaag in het regentschap Banyumas van de provincie Midden-Java, Indonesië. Cirahab telt 4707 inwoners (volkstelling 2010).